# Лемніската Бернуллі

Лемніската і її фокуси

Лемніската Бернуллі (грец. λημνίσκοζ — пов'язка) — плоска алгебрична крива, яку можна означити як  геометричне місце точок {\displaystyle P}, для кожної з яких добуток відстаней до двох заданих точок {\displaystyle F_{1}} та {\displaystyle F_{2}} (фокусів) незмінна і дорівнює квадрату половини відстані між фокусами.
Тобто, для кожної точки {\displaystyle P} лемніскати виконується рівність:
{\displaystyle PF_{1}\cdot PF_{2}=c^{2}}.
де {\displaystyle 2c} — відстань між фокусами {\displaystyle F_{1}F_{2}}.
Назва походить з античного Риму, де «лемніскатою» називали бантик, з допомогою якого прикріпляли вінок до голови переможця на спортивних іграх. Цю лемніскату називають в честь швейцарського математика Якоба Бернуллі, який поклав початок її вивченню в 1694 році.
Лемніската Бернуллі — алгебрична крива 4 порядку. Є окремим випадком овалів Кассіні та синусоїдальних спіралей.

## Рівняння
Нехай фокуси лемніскати Бернуллі знаходяться на осі {\displaystyle Ox} в точках {\displaystyle F_{1}(-c;0)} і {\displaystyle F_{2}(c;0)}. Відстань між фокусами дорівнює {\displaystyle 2c}, а точка {\displaystyle O} — початок координат ділить відрізок між фокусами навпіл.
Тоді наступні рівняння задають лемніскату Бернуллі:
- в прямокутних координатах в неявному виді:

{\displaystyle \textstyle (x^{2}+y^{2})^{2}=2c^{2}(x^{2}-y^{2})}
Зробивши нескладні перетворення, можна отримати  рівняння у явному вигляді:
{\displaystyle \textstyle y=\pm {\sqrt {{\sqrt {c^{4}+4x^{2}c^{2}}}-x^{2}-c^{2}}}}
- в полярних координатах:

{\displaystyle \textstyle \rho ^{2}=2c^{2}\cos 2\varphi .}
Крива визначена при {\displaystyle \varphi \in \left[0,{\frac {\pi }{4}}\right]\cup \left[{\frac {3\pi }{4}},{\frac {5\pi }{4}}\right]\cup \left[{\frac {7\pi }{4}},2\pi \right]} ;
або ж при {\displaystyle \varphi \in \left[-{\frac {\pi }{4}},{\frac {\pi }{4}}\right]\cup \left[{\frac {3\pi }{4}},{\frac {5\pi }{4}}\right]}
- Параметричне рівняння в прямокутній декартовій системі координат:

{\displaystyle {\begin{cases}x=c{\sqrt {2}}{\frac {p+p^{3}}{1+p^{4}}}\\y=c{\sqrt {2}}{\frac {p-p^{3}}{1+p^{4}}}\end{cases}}}, де {\displaystyle p^{2}=\operatorname {tg} {\Big (}{\frac {\pi }{4}}-\varphi {\Big )}}
Щоб задати лемніскату по двох довільних точках, можна не виводити рівняння заново, а визначити перетворення координат, при якому старий (даний) фокусний відрізок переходить в новий, і подіяти на представлені рівняння цим перетворенням.
- Рівняння Чезаро[en] для лемніскати Бернуллі має вигляд:[1] : стор.156 [2] :стор.819

{\displaystyle \ell =3\cdot \int {\frac {dR}{\sqrt {\left({\frac {3}{c}}\cdot R\right)^{4}-1}}}}
де 

{\displaystyle \rho } — радіус кривини лемніскати Бернуллі в певній точці; 

{\displaystyle \ell } — довжина дуги лемніскати від її початку до цієї точки.

## Властивості та особливості форми
- Для довільної точки {\displaystyle P} лемніскати Бернуллі з фокусами {\displaystyle F_{1}} та {\displaystyle F_{2}} справедливе наступне твердження (альтернативне означення лемніскати):

{\displaystyle {\rm {|PF_{1}-PF_{2}|=OP\,{\sqrt {2}}.}}}
де {\displaystyle O} — середина відрізка {\displaystyle F_{1}F_{2}}.
- Лемніската — алгебрична крива четвертого порядку.
- Вона має дві осі симетрії: пряма, на якій лежить {\displaystyle F_{1}F_{2}}, і серединний перпендикуляр цього відрізка; для розглянутого випадку — вісь {\displaystyle Oy}.
- Точка, де лемніската перетинає саму себе, називається вузловою чи подвійною точкою.

Для розглянутого випадку подвійною точкою лемніскати є початок координат.
- Дотичні в подвійній точці лемніскати — прямі {\displaystyle y=\pm x}, складають з відрізком {\displaystyle F_{1}F_{2}} кути {\displaystyle \textstyle \pm {\frac {\pi }{4}}} і є взаємно перпендикулярними. [1] : стор.155
- Кут {\displaystyle \mu } між дотичною до лемніскати в її довільній точці радіус-вектором точки дотику дорівнює: [1] : стор.156

{\displaystyle \mu =2\varphi +{\frac {\pi }{2}}}.
- Дотичні до лемніскати, які проведені на кінцях хорди, що проходить через її подвійну точку, паралельні між собою.
- Кут між перпендикуляром, проведеним до дотичної із початку координат, та полярною віссю втричі більший за полярний кут {\displaystyle \varphi } точки дотику. Таким чином, лемніскату можна використовувати для трисекції кута.[1] : стор.156

- Лемніската Бернуллі перетинає вісь {\displaystyle Ox} в точках

{\displaystyle A(c\cdot {\sqrt {2}};0)} та {\displaystyle B(-c\cdot {\sqrt {2}};0)}.
- Крива має 2 максимуми і 2 мінімуми. Їх координати:
{\displaystyle {\begin{cases}x=\pm {\frac {\sqrt {3}}{2}}c\\y=\pm {\frac {c}{2}}\end{cases}}}
- Відстань від максимуму до мінімуму, що знаходяться по одну сторону від серединного перпендикуляра (осі {\displaystyle Oy} в даному випадку) дорівнює відстані від максимуму (чи від мінімуму) до подвійної точки.

- Інверсія лемніскати {\displaystyle \textstyle \rho ^{2}=2c^{2}\cos 2\varphi .} з центром в подвійній точці, переводить леминіскату Бернуллі в синусоїдальну спіраль  {\displaystyle \textstyle \rho ^{-2}=2c^{2}\cos 2\varphi .}, тобто в рівнобічну гіперболу.[1] : стор.157
- Подерою лемніскати Бернуллі є cинусоїдальна спіраль

{\displaystyle \textstyle \rho ^{\frac {2}{3}}=({\sqrt {2}}c)^{\frac {2}{3}}\cos \left({\frac {2}{3}}\varphi \right)}
Лемніската в свою чергу є подерою рівнобічної гіперболи.
- Лемніската є геометричним місцем точок, що симетричні з центром рівнобічної гіперболи, по відношенню до її дотичних. [1] : стор.157
- Кінематично лемніскату можна отримати як траекторію середини великої ланки шарнірного антипаралелограма, протилежна ланка якого нерухомо закріплена.[1] : стор.158
- Відрізок бісектриси кута між фокальними радіусами-векторами точки лемніскати дорівнює відрізку від центру лемніскати до перетину її осі з цією бісектрисою. [1] : стор.158
- Геометричне місце проєкцій центрів кривини лемніскати на відповідні радіуси-вектори є також лемніската, рівняння якої:

{\displaystyle \textstyle \rho ^{2}={\frac {4}{9}}c^{2}\cos 2\varphi .}

## Метричні характеристики
Нехай лемніската Бернуллі задана рівнянням в  полярній сисемі координат: {\displaystyle \rho ^{2}=2c^{2}\cos 2\varphi }. Тоді:
- Довжина дуги лемніскати між точками, що відповідають полярним кутам {\displaystyle 0\leq \varphi \leq \varphi _{1}}:

{\displaystyle \ell =c\cdot \int _{0}^{\varphi _{1}}{\frac {d\varphi }{\sqrt {1-2\sin ^{2}\varphi }}}}
Виконавши заміну {\displaystyle 2\sin ^{2}\varphi =\sin ^{2}\theta }, приводимо інтеграл до виду:
{\displaystyle \ell ={\frac {c}{\sqrt {2}}}\cdot \int _{0}^{\theta _{1}}{\frac {d\theta }{\sqrt {1-{\frac {1}{2}}\sin ^{2}\theta }}}={\frac {c}{\sqrt {2}}}\cdot F\left({\frac {1}{\sqrt {2}}},\theta \right)}
де {\displaystyle F\left(k,\theta \right)} — неповний еліптичний інтеграл 1-го роду.
Довжина всієї лемніскати Бернуллі:
{\displaystyle \ell =4\cdot {\frac {c}{\sqrt {2}}}\cdot \int _{0}^{\frac {\pi }{2}}{\frac {d\theta }{\sqrt {1-{\frac {1}{2}}\sin ^{2}\theta }}}=4\cdot {\frac {c}{\sqrt {2}}}\cdot K\left({\frac {1}{\sqrt {2}}}\right)}
де {\displaystyle K\left(k\right)} — повний еліптичний інтеграл 1-го роду.
- Площа полярного сектора, що відповідає кутам {\displaystyle \varphi \in [0,\varphi ]}, при {\displaystyle \textstyle 0\leq \varphi \leq {\frac {\pi }{4}}}: [1] : стор.159
{\displaystyle S(\varphi )={\frac {c^{2}}{2}}\cdot \sin(2\varphi )}.

Перпендикуляр, проведений із фокуса лемніскати на радіус-вектор будь-якої її точки, ділить площу відповідного сектора навпіл. : стор.159
Площа кожної петлі: 
{\displaystyle 2\cdot S\left({\frac {\pi }{4}}\right)=c^{2}}.
Тобто, площа, обмежена всією лемніскатою Бернуллі дорівнює площі квадрата зі стороною {\displaystyle c{\sqrt {2}}}. : стор.159
- - Радіус кривини лемніскати Бернуллі в довільній її точці можна обчислити за формулою:

{\displaystyle \textstyle R={\frac {2c^{2}}{3\rho }}={\frac {\rho }{3\cos 2\varphi }}={\frac {N}{3}}}.
де {\displaystyle \rho } — радіус-вектор цієї точки.
{\displaystyle N} — довжина полярної нормалі.
Тобто радіус кривини в довільній точці лемніскати втричі менший за довжину полярної нормалі в цій точці. : стор.156

## Побудова

Побудова лемніскати з допомогою трьох відрізків.

### З допомогою трьох відрізків
Це один із найпростіших і найшвидших способів, однак потребує наявності додаткових пристосувань. 
На площині вибираються дві точки — {\displaystyle A} і {\displaystyle B} — майбутні фокуси лемніскати. Складається спеціальна конструкція із трьох відрізків, скріплених в одну лінію так, щоб отримана лінія могла вільно вигинатися в двох місцях (точки вигину — {\displaystyle C} та {\displaystyle D}). При цьому необхідно зберігати пропорції відрізків: {\displaystyle \textstyle AC=BD={\frac {AB}{\sqrt {2}}},\;CD=AB}. Кінці лінії закріплюються до фокусів. При непараллельному повертанні відрізків навколо фокусів середина центрального відрізка описуватиме лемніскату Бернуллі.

### За допомогою січних (спосібМаклорена)
Будується коло радіуса {\displaystyle \textstyle {\frac {c}{\sqrt {2}}}} з центром в одному із фокусів. Із середини {\displaystyle O} фокусного відрізка будується довільна січна {\displaystyle OPS} ({\displaystyle P} i {\displaystyle S} — точки перетину з колом), і на ній в обидві сторони відкладаються відрізки {\displaystyle OM_{1}} і {\displaystyle OM_{2}}, рівні хорді {\displaystyle PS}. Точки {\displaystyle M_{1}}, {\displaystyle M_{2}} лежать на різних петлях лемніскати.

## Застосування
- Лемніската використовується як перехідна лінія на заокругленнях малого радіуса на залізничних коліях в гірничій місцевості, а також трамвайних коліях.
- Еквіпотегційні лінії поля, яке створюється двома паралельними токами, що протікають вздовж нескінченно довгих провідників, в площині, яка перпендикулярна до них, в окремих випадках є лемніскатами.
- Як довів Бонаті, Лемніската є кривою, що володіє тією властивістю, що матеріальна точка великої ваги, виходячи із стану спокою, під дією сили тяжіння переміщається по дузі лемніскати за той самий час, що і по відповідній хорді. При цьому, центр лемніскати збігається з початковим положенням рухомої точки, а її вісь нахилена щодо вертикалі під кутом 45°.[1] : стор.161-162